# マニー・ガンブリャン
マニー・ガンブリャン（アルメニア語: Մանվել Գամբուրյան, ラテン文字転写: Manny Gamburyan、1981年5月8日 - ）は、アルメニアの男性総合格闘家。レニナカン出身。アメリカ合衆国カリフォルニア州ロサンゼルス在住。ハヤスタン・スタジオ所属。マニー・ガンバーリャンとも表記される。
総合格闘家のカロ・パリジャンは従兄弟。

## 来歴
1991年にアルメニアからアメリカ合衆国のカリフォルニア州に移住し、柔道を始めた。1999年に17歳でプロ総合格闘技デビューし、2001年にはショーン・シャークと対戦している。

### TUF
2007年、リアリティ番組「The Ultimate Fighter 5」にジェンス・パルヴァー率いるチーム・パルヴァーの一員として参加。ライト級トーナメントではマット・ワイマンやジョー・ローゾンを破り決勝に進出したが、ネイサン・ディアスに右肩の負傷で敗れ準優勝となった。

### UFC
2007年12月29日、UFC初参戦となったUFC 79でネイト・モーアと対戦し、アキレス腱固めで一本勝ちを収めた。
2008年4月2日、UFC Fight Night: Florian vs. Lauzonではジェフ・コックスに一本勝ち。8月9日、UFC 87ではロバート・エマーソンに12秒でKO負け。

### WEC
2009年にはフェザー級に階級を落とし、WECに出場。6月7日のWEC 41ではジョン・フランチ、11月18日のWEC 44ではレオナルド・ガルシアに共に判定勝ちを収め、2連勝とした。
2010年4月24日、WEC 48でマイク・トーマス・ブラウンと対戦し、右フックでダウンを奪ったところにパウンドで追撃しKO勝ち。
2010年9月30日、WEC 51でジョゼ・アルドの持つWEC世界フェザー級王座に挑戦し、2ラウンドにアルドの右アッパーでダウンを奪われ、追撃のパウンドでKO負けを喫し王座獲得に失敗した。

### UFC復帰
2011年6月26日、2年5か月ぶりのUFC参戦となったUFC Live: Kongo vs. Barryでタイソン・グリフィンと対戦し、判定負けを喫した。
2012年8月4日、UFC on FOX 4で小見川道大と対戦し、判定勝ちを収めた。
2016年4月16日、UFC on FOX 19でバンタム級ランキング3位のジョン・ドッドソンと対戦し、パンチラッシュでTKO負け。
2016年11月19日、UFC Fight Night: Bader vs. Nogueira 2でバンタム級ランキング13位のジョニー・エドゥアルドと対戦し、パウンドでTKO負け。2連敗となり試合後に引退を表明した。

## 戦績
| 総合格闘技 戦績 | 総合格闘技 戦績 | 総合格闘技 戦績 | 総合格闘技 戦績 | 総合格闘技 戦績 | 総合格闘技 戦績 | 総合格闘技 戦績 |
| --------------- | --------------- | --------------- | --------------- | --------------- | --------------- | --------------- |
| 26 試合         | (T)KO           | 一本            | 判定            | その他          | 引き分け        | 無効試合        |
| 15 勝           | 2               | 7               | 6               | 0               | 0               | 1               |
| 10 敗           | 4               | 1               | 5               | 0               | 0               | 1               |

| 勝敗 | 対戦相手                   | 試合結果                          | 大会名                                                                   | 開催年月日     |
| ×    | ジョニー・エドゥアルド     | 2R 0:46 TKO（左ジャブ→パウンド）  | UFC Fight Night: Bader vs. Nogueira 2                                    | 2016年11月19日 |
| ×    | ジョン・ドッドソン         | 1R 0:47 TKO（スタンドパンチ連打） | UFC on FOX 19: Teixeira vs. Evans                                        | 2016年4月16日  |
| ○    | スコット・ヨルゲンセン     | 5分3R終了 判定3-0                 | UFC Fight Night: Mir vs. Duffee                                          | 2015年7月15日  |
| ○    | コーディ・ギブソン         | 2R 4:56 ギロチンチョーク          | UFC 178: Johnson vs. Cariaso                                             | 2014年9月27日  |
| ×    | ニック・レンツ             | 5分3R終了 判定0-3                 | UFC Fight Night: Brown vs. Silva                                         | 2014年5月10日  |
| －   | デニス・シヴァー           | ノーコンテスト（薬物検査失格）    | UFC 168: Weidman vs. Silva 2                                             | 2013年12月28日 |
| ○    | コール・ミラー             | 5分3R終了 判定3-0                 | UFC Fight Night: Shogun vs. Sonnen                                       | 2013年8月17日  |
| ○    | 小見川道大                 | 5分3R終了 判定3-0                 | UFC on FOX 4: Shogun vs. Vera                                            | 2012年8月4日   |
| ×    | ディエゴ・ヌネス           | 5分3R終了 判定0-3                 | UFC 141: Lesnar vs. Overeem                                              | 2011年12月30日 |
| ×    | タイソン・グリフィン       | 5分3R終了 判定0-2                 | UFC Live: Kongo vs. Barry                                                | 2011年6月26日  |
| ×    | ジョゼ・アルド             | 2R 1:33 KO（右アッパー→パウンド） | WEC 51: Aldo vs. Gamburyan 【WEC世界フェザー級タイトルマッチ】           | 2010年9月30日  |
| ○    | マイク・トーマス・ブラウン | 1R 2:22 KO（右フック→パウンド）   | WEC 48: Aldo vs. Faber                                                   | 2010年4月24日  |
| ○    | レオナルド・ガルシア       | 5分3R終了 判定3-0                 | WEC 44: Brown vs. Aldo                                                   | 2009年11月18日 |
| ○    | ジョン・フランチ           | 5分3R終了 判定3-0                 | WEC 41: Brown vs. Faber 2                                                | 2009年6月7日   |
| ×    | チアゴ・タバレス           | 5分3R終了 判定0-3                 | UFC 94: St-Pierre vs. Penn 2                                             | 2009年1月31日  |
| ×    | ロバート・エマーソン       | 1R 0:12 KO（右フック→パウンド）   | UFC 87: Seek and Destroy                                                 | 2008年8月9日   |
| ○    | ジェフ・コックス           | 1R 1:41 フロントチョーク          | UFC Fight Night: Florian vs. Lauzon                                      | 2008年4月2日   |
| ○    | ネイト・モーア             | 1R 1:31 アキレス腱固め            | UFC 79: Nemesis                                                          | 2007年12月29日 |
| ×    | ネイサン・ディアス         | 2R 0:20 ギブアップ（右肩の負傷）  | The Ultimate Fighter 5 Finale 【ライト級トーナメント 決勝】              | 2007年6月23日  |
| ○    | サム・モーガン             | 5分3R終了 判定3-0                 | RSF: Shooto Challenge 2 【修斗米大陸ミドル級王座決定トーナメント 1回戦】 | 2004年1月2日   |
| ○    | ジョルジ・サンチアゴ       | 1R 0:21 KO（パンチ）              | KOTC 27: Aftermath                                                       | 2003年8月10日  |
| ×    | ショーン・シャーク         | 18分1R終了 判定0-3                | Reality Submission Fighting 3                                            | 2001年3月30日  |
| ○    | パット・ベンソン           | 1R 2:01 フロントチョーク          | Reality Submission Fighting 2                                            | 2001年1月5日   |
| ○    | ダレン・ブライアント       | 1R 0:35 ヒールホールド            | Kage Kombat 14                                                           | 1999年4月5日   |
| ○    | ティモシー・モリス         | 1R 0:16 フロントチョーク          | Kage Kombat 12                                                           | 1999年2月1日   |
| ○    | ダニー・ヘンダーソン       | 1R 0:17 腕ひしぎ十字固め          | Kage Kombat 12                                                           | 1999年2月1日   |

## 表彰
- 柔道 黒帯二段
- 極真空手 黒帯
- WEC ノックアウト・オブ・ザ・ナイト（1回）